# Gypsum (Kansas)
Gypsum is een plaats (city) in de Amerikaanse staat Kansas, en valt bestuurlijk gezien onder Saline County.

## Demografie
Bij de volkstelling in 2000 werd het aantal inwoners vastgesteld op 414.
In 2006 is het aantal inwoners door het United States Census Bureau geschat op 398, een daling van 16 (-3,9%).

## Geografie
Volgens het United States Census Bureau beslaat de plaats een oppervlakte van
1,1 km², geheel bestaande uit land. Gypsum ligt op ongeveer 372 m boven zeeniveau.

## Plaatsen in de nabije omgeving
De onderstaande figuur toont nabijgelegen plaatsen in een straal van 24 km rond Gypsum.